# Marcus Stroman
Marcus Earl Stroman (ur. 1 maja 1991) – amerykański baseballista występujący na pozycji miotacza w Chicago Cubs. Złoty medalista i MVP turnieju World Baseball Classic 2017.

## College
W czerwcu 2009 Stroman został wybrany w 18. rundzie draftu przez Washington Nationals, jednak nie podpisał kontraktu z organizacją tego klubu, gdyż zdecydował się podjąć studia na Duke University, gdzie w latach 2010–2012 grał w drużynie uniwersyteckiej Duke Blue Devils. W pierwszym sezonie występów w NCAA zanotował bilans W–L 6–4, uzyskał średnią odbić 0,265, zaliczył 20 RBI i został wybrany najlepszy pierwszoroczniakiem Atlantic Coast Conference. W lecie 2011 dostał się do uczelnianej reprezentacji Stanów Zjednoczonych, gdzie pełnił funkcję closera.

## Kariera zawodowa

### Minor League Baseball
W czerwcu 2012 Stroman został pierwszym absolwentem uczelni Duke, wybranym w pierwszej rundzie draftu MLB. W lipcu 2012 podpisał kontrakt z organizacją Toronto Blue Jays i początkowo występował w Vancouver Canadians (poziom Class A-Short Season) i New Hampshire Fisher Cats (Double-A), w którym grał również w 2013. Sezon 2014 rozpoczął od występów w Buffalo Bisons (Triple-A).

### Major League Baseball
4 maja 2014 otrzymał powołanie do 40-osobowego składu Toronto Blue Jays i tego samego dnia zadebiutował w Major League Baseball w meczu przeciwko Pittsburgh Pirates jako reliever. Dwa dni później w meczu z Philadelphia Phillies zanotował pierwsze zwycięstwo w MLB. 19 maja 2014 został przesunięty do Buffalo, a do składu Blue Jays powrócił 31 maja 2014, zaliczając pierwszy start w MLB w spotkaniu z Kansas City Royals. 8 września 2014 w meczu z Chicago Cubs zaliczył pierwszy w karierze complete game shutout.
25 kwietnia 2017 w meczu przeciwko St. Louis Cardinals w pierwszej połowie jedenastej zmiany zaliczył pierwsze odbicie w MLB jako pinch hitter, a następnie zdobył dającego zwycięstwo drużynie Blue Jays runa. Stroman został pierwszym miotaczem w historii klubu, który jako pinch hitter tego dokonał. 18 maja 2017 w meczu z Atlanta Braves zdobył pierwszego home runa w MLB, po narzucie Julio Teherána. W tym samym roku po raz pierwszy w karierze zdobył Gold Glove Award. W grudniu 2021 podpisał trzyletni kontrakt z Chicago Cubs.

## Kariera reprezentacyjna
W grudniu 2016 Stroman poinformował, że wystąpi w reprezentacji Stanów Zjednoczonych w turnieju World Baseball Classic, którego finały wyznaczono na marzec 2017. Stroman zagrał w trzech meczach i poprowadził zespół do pierwszego tytułu. Ponadto został wybrany najbardziej wartościowym zawodnikiem turnieju.

## Nagrody i wyróżnienia
| Nagroda/wyróżnienie | Lata | Źródło |
| Gold Glove Award    | 2017 | [ 9 ]  |